# Тимпаногос
Тимпаногос (англ. Mount Timpanogos) — гора в хребте Уосатч на территории округа Юта, часть национального леса Юинта.
Название горы происходит от племени тимпаногосов (в переводе означающее скала и каньон).
Высота горы над уровнем моря 3582 м, это вторая вершина хребта после Нибо. Относительная высота — 1606 м (106-я в США и 47-я в Континентальных штатах).
Гора возвышается примерно на 2100 м над долиной Юты, хорошо видна из городов Лихай, Прово, Орем, Линдон, Американ-Форк и других. Массив горы полностью состоит из известняков и доломитов каменноугольного периода, его возраст оценивается около 300 млн лет. Для этой части хребта Уосатч характерны сильные снегопады, а зимой и весной часто наблюдаются лавины. На горе также находится национальный монумент «Пещера Тимпаногос» — серия пещер в северной части, по которым в тёплые месяцы постоянно проводятся экскурсии в сопровождении гида.
Гора Тимпаногос — одно из самых популярных мест для пеших прогулок и скалолазания в Юте, на которую совершают восхождения круглый год. При этом зимнее и весеннее восхождения требуют навыков. Опасны частые лавины, также при восхождении можно провалиться сквозь снег на глубину до 15 м в ледяной ручей под ним. Было зафиксировано несколько смертельных исходов.
Для пеших туристов существует несколько троп до вершины разной длины и степени сложности. Идущие по тропам пробираются через горный хвойный лес, субальпийский и альпийский пояса. Туристы могут наблюдать за водопадами, скалистыми склонами и хребтами, часто можно заметить горных снежных козлов. Основные достопримечательности — озеро Эмеральд на высоте 3160 м, ледник и место крушения бомбардировщика времён Второй мировой войны.

## Галерея

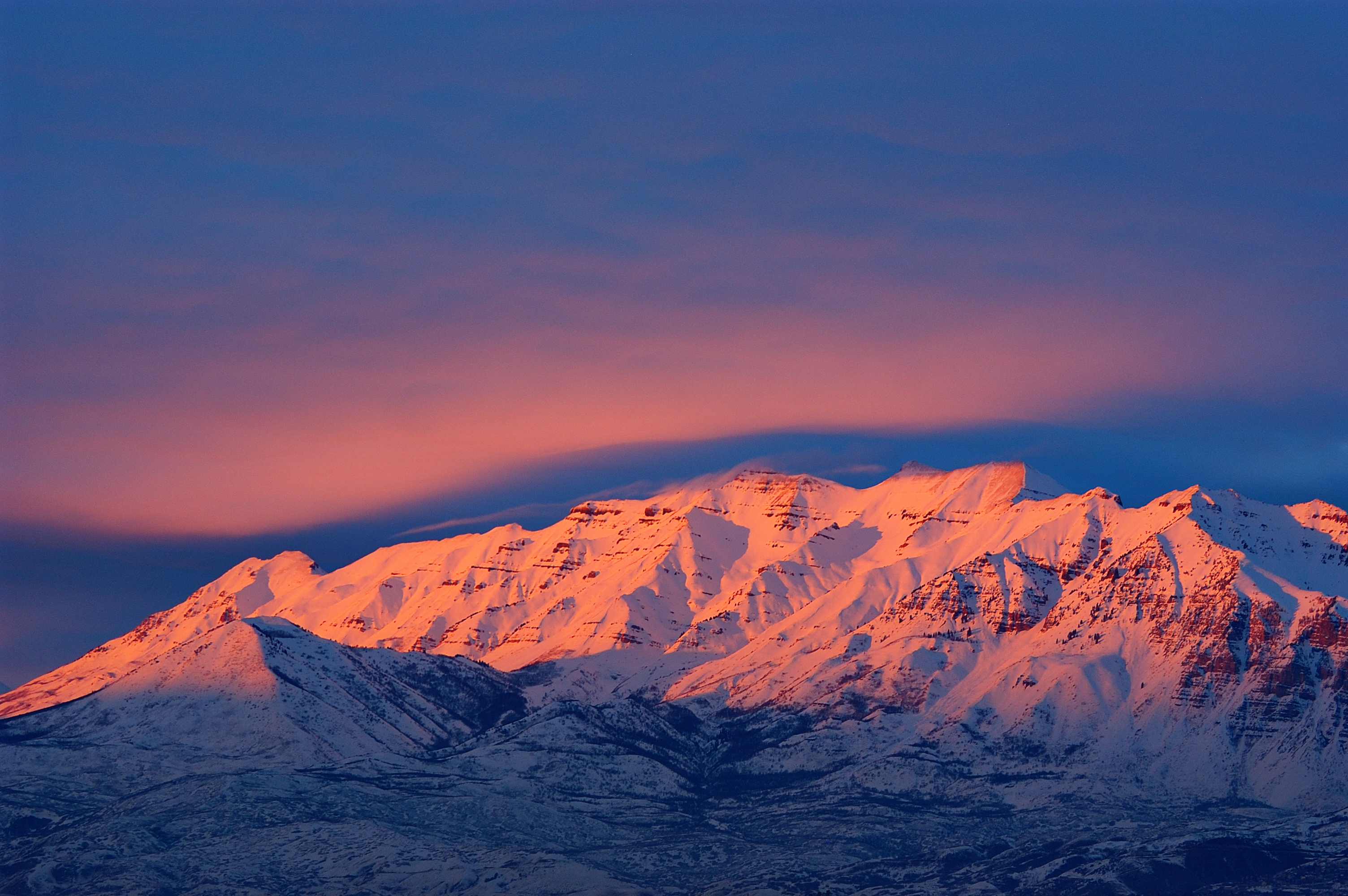
Гора на закате
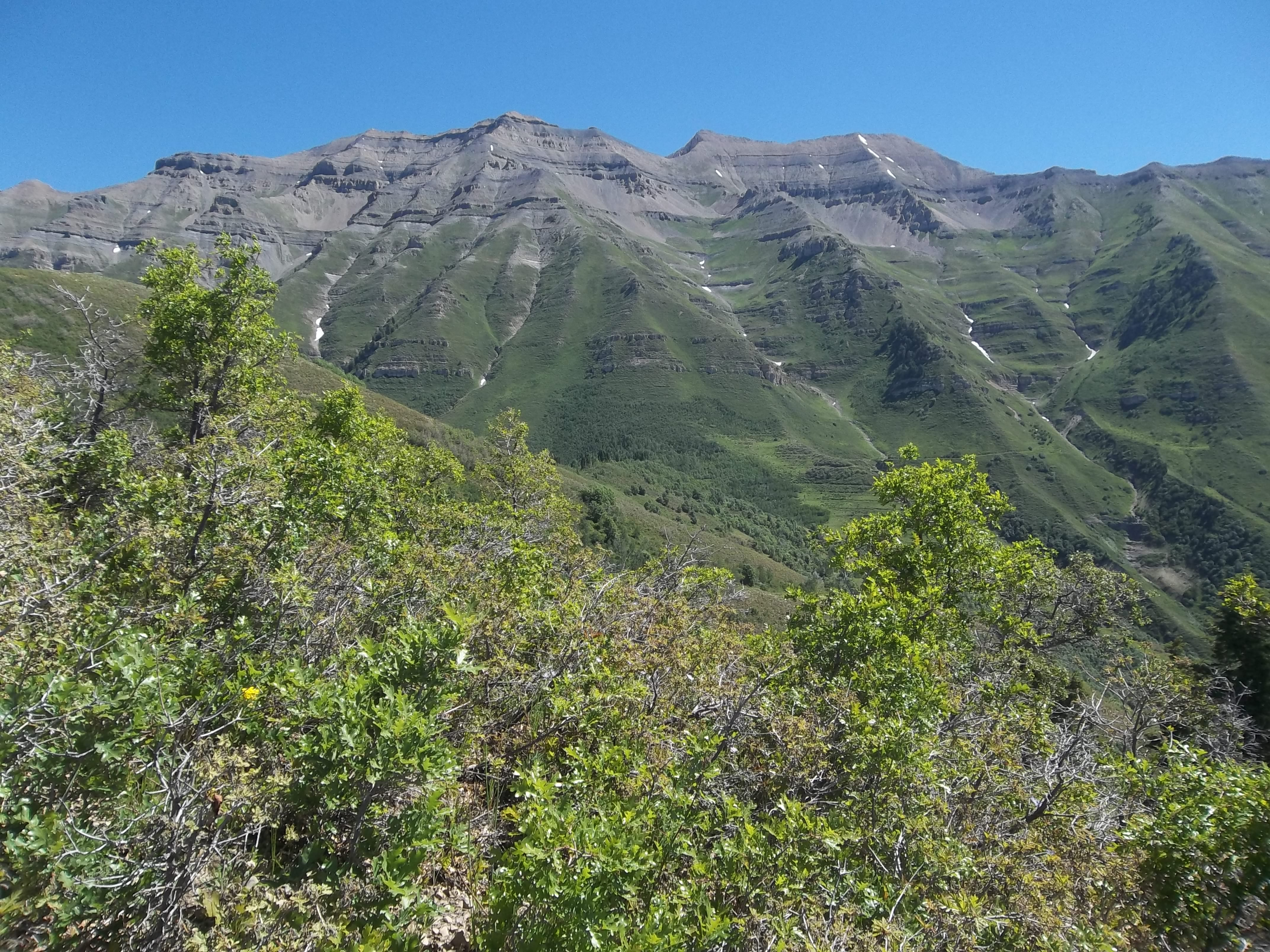
Склоны горы в июне
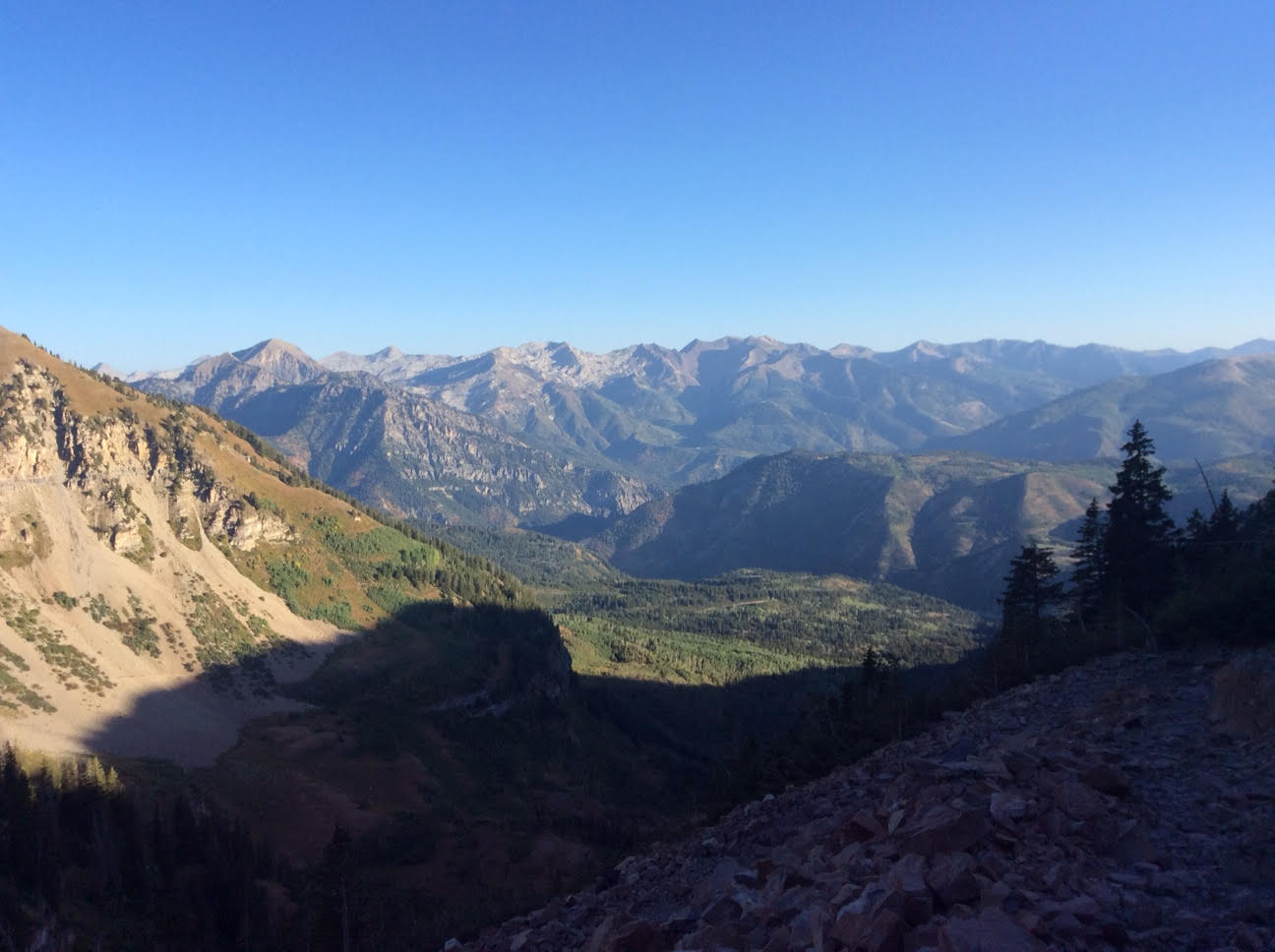
Вид с горы
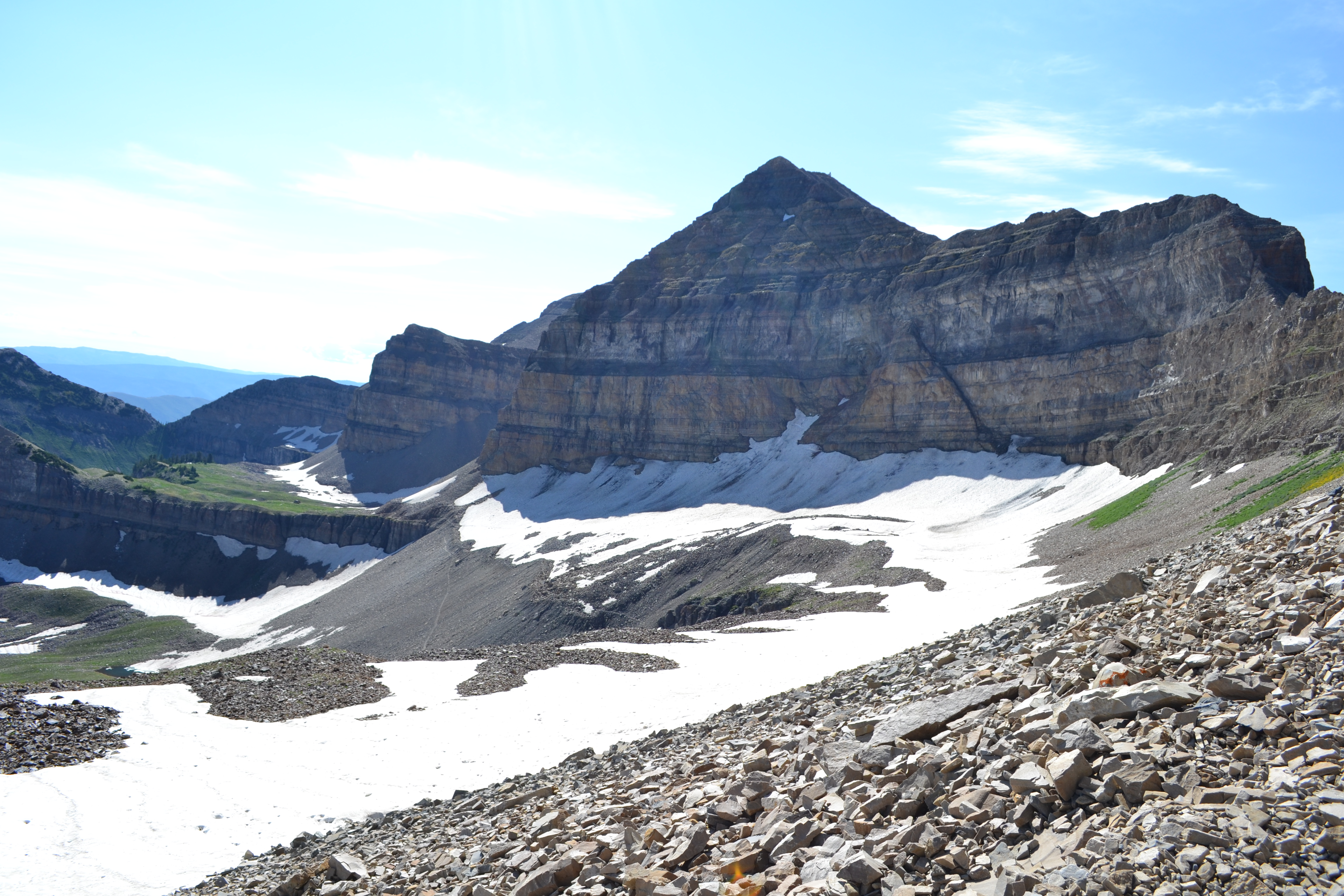
Ледник в седловине